# Tissi
Tissi è un comune italiano di 2 343 abitanti della città metropolitana di Sassari, Sardegna nord-occidentale. Il paese sorge a meno di otto chilometri da Sassari in linea d'aria (e circa 9,5 km immettendosi sulla strada provinciale 115/M Sassari-Ittiri).

## Geografia fisica

### Territorio

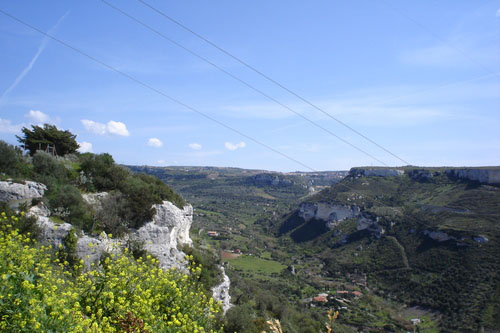
Vista sulla valle del Rio Mascari, Tissi

Il territorio si estende per circa 1000 ettari su un altopiano calcareo, inciso a nord e a sud da profonde e fertili valli in cui scorrono affluenti del Rio Mannu, il più importante dei quali è il Rio Mascari, L'altitudine sul livello del mare è di 225 metri.
Il substrato litologico è ascrivibile all'Era cenozoica, periodo miocene. Vi si rinvengono, infatti, nella successione stratigrafica, calcari grossolani organogeni, calcaro marnosi e molasse calcaree, di colore biancastro o giallognolo, nonché marne argillose, di colore grigio ferro-azzurro, di potenza variabile dai 20-50 metri ai 200-250 metri.
I calcari e le molasse sono spesso ricchi di fossili ed in particolar modo si ritrovano lamellibranchi ed echinodermi del Miocene medio.
Nei fondo valle si ritrovano depositi afferenti al quartenario rappresentati pedogenetici e depositi alluvionali fluviali, recenti di natura sabbioso-limosa.

#### Suolo
I suoli sono tipici delle facies marnoso-arenaceo-calcaree del Miocene sardo. Si tratta di suoli abbastanza evoluti ma non molto profondi, fino a un massimo di 50 centimetri, profondità che però aumenta notevolmente nelle valli. Sono suoli particolarmente indicati per culture arboree tipiche del Sassarese quali la vite e l'olivo che occupano gli areali collinari e di versante.

#### Idrografia
Da punto di vista idrografico il corso d'acqua più importante a carattere non torrentizio è il Rio Mascari, affluente del Rio Mannu, al cui bacino idrografico appartiene. Per quanto concerne gli acquaferi si rivengono di debole entità a profondità superiore ai 100 metri, con portate limitate. Sono presenti numerose sorgenti del tipo di fessura o di emergenza.

#### Vegetazione
La vegetazione è di tipo mediterraneo, che si instaura tipicamente nelle regioni con clima caldo-arido e con massimo di precipitazioni nella stagione invernale.
Si possono riconoscere diverse tipologie in funzione dell'habitat: in particolare, si distinguono la vegetazione dei corsi d'acqua, quella delle rupi e la vegetazione della macchia e delle foreste.
La vegetazione dei corsi d'acqua è costituita da specie che vivono in acque dolci, originando diverse e interessanti associazioni da ranuncoli acquatici e altre specie igrofile. La vegetazione ripale è formata, invece, da canneti e da tifeti sulle quali si intrecciano altre specie igrofile.

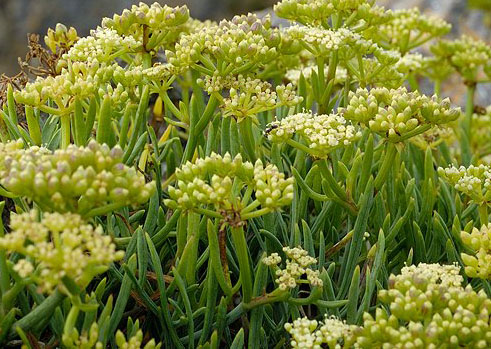
Crithmum Matitimum

La vegetazione delle zone rocciose è caratterizzata da specie che vivono nelle spaccature, nelle anfrattuosità e nelle nicchie delle rocce, costituendo associazioni di particolare interesse. La formazione vegetale più estesa è quella tra Crithmum maritimum e diverse specie del genere Limonium e Senecio
La vegetazione della macchia e della foresta a sclerofille si manifesta con specie sempreverdi a foglie coriacee, xerofile. Sui declivi poco accidentati e sulle collinette è diffusa una formazione vegetale ad arbusti di media altezza più o meno densa, nota come macchia bassa, costituita da lentisco, olivastro e oleastro, fillirea, asparago, anagyris, artemisia, cisto, alterno, leccio, roverella.

### Clima
La temperatura media annua è di poco superiore ai 16 °C. Il mese più caldo è agosto che presenta valori mediamente superiori ai 24 °C, il mese più freddo è gennaio con temperature minime inferiori ai 6 °C.
Le precipitazioni medie annue sono di circa 590mm. Gli eventi piovosi si verificano per il 75% nel periodo compreso tra i mesi di ottobre e marzo.
Le maggiori precipitazioni si verificano nel mese di dicembre, quando si hanno mediamente 100mm di pioggia, mentre il mese con le precipitazioni minime è quello di luglio. Nel periodo estivo si verificano precipitazioni dell'entità media di 28 mm.
I venti dai quali è maggiormente interessato sono i venti occidentali, in particolare quelli del quarto quadrante, che da soli raggiungono quasi la metà delle frequenze di tutti gli altri. I venti occidentali prevalgono per quasi tutto l'anno, salvo che nel periodo estivo in cui si afferma un leggero regime di brezza.
Il 60-70% dei venti ha una velocità inferiore a 10m/s, ma non mancano velocità superiori a 25 m/s.

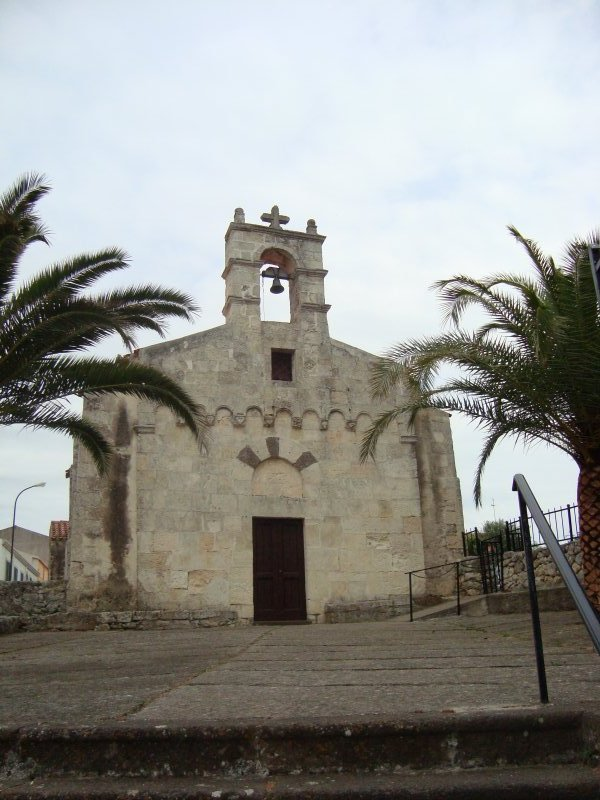
Chiesa di Santa Vittoria

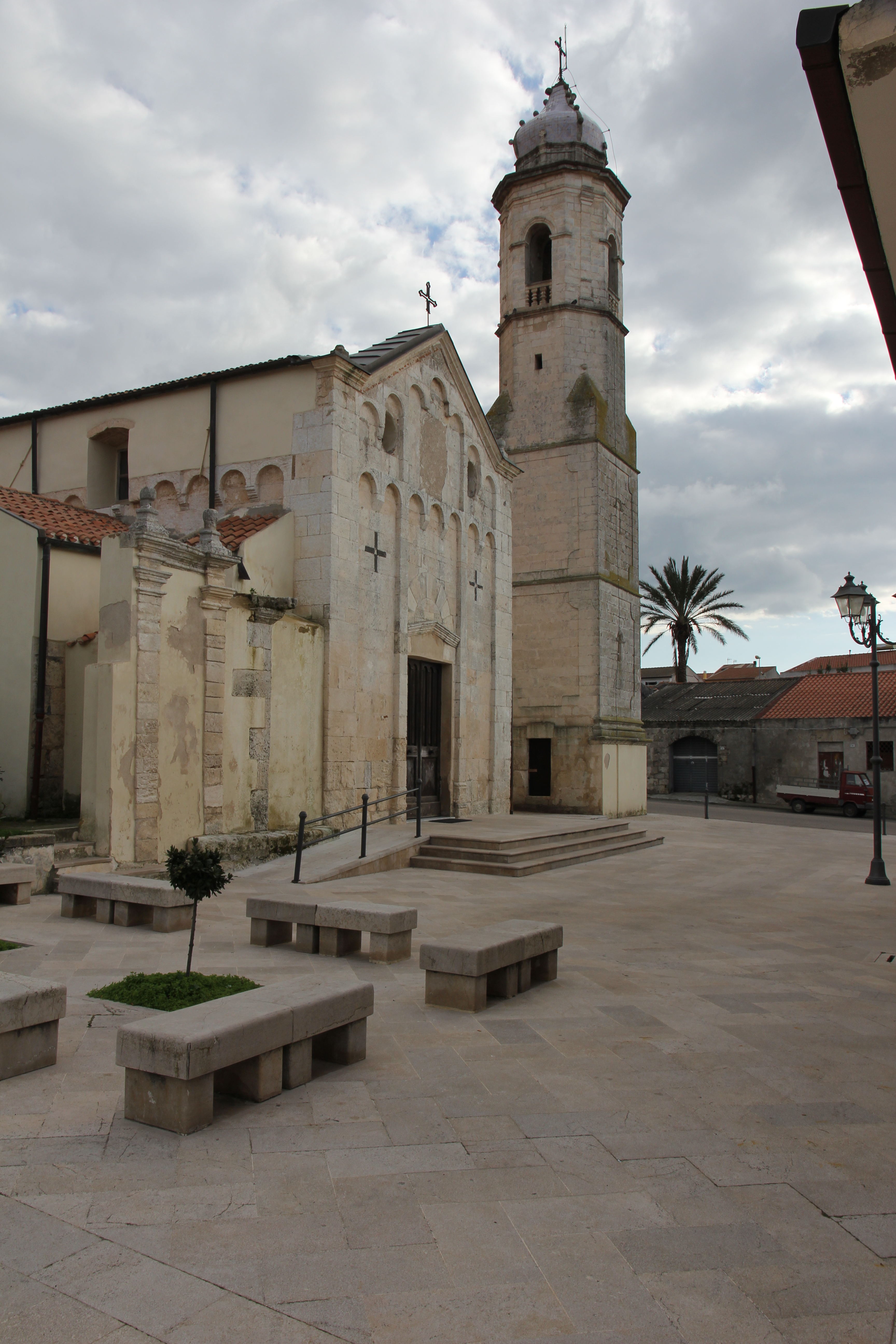
Chiesa di Santa Anastasia

## Storia
Le più antiche attestazioni della presenza umana nel territorio del comune si ascrivono al Neolitico recente (3300-2700 a.C.): ne costituiscono una testimonianza le numerose grotticelle artificiali (domus de janas) rinvenutevi. Si tratta di ipogei sparsi, escavati per lo più su bassi banconi di roccia calcarea e solo raramente su pareti verticali: il maggior numero di questi si localizza nell'area settentrionale del territorio, ove sono stati censiti una decina di ipogei ubicati in gran parte nei pressi del centro urbano e che proprio per questo nella quasi totalità dei casi hanno subito radicali trasformazioni in funzione del riutilizzo.
Per lo stato di conservazione si distingue l'ipogeo pluricellulare sito in località  Ziprianu e Fora, parzialmente riadattato, che originariamente si articolava in sei vani di accurata esecuzione, con superfici levigate, ove si conserva quasi integro un portello d'accesso a una cella secondaria, ben sagomato.
La presenza di siti prenuragici nell'area trova giustificazione nel litotipo calcareo e quindi facilmente lavorabile, e nel tipo di substrato pedologico caratterizzato da suoli sabbiosi. Questi presentano tessitura medio-grossa, e pertanto risultano più facili da lavorare in quanto presentano un minimo attrito e nessuna coesione o plasticità su attrezzi agricoli rudimentali: sono inoltre permeabili sia all'acqua che all'aria offrendo così il vantaggio di ovviare a ristagni, particolarmente dannosi per la cerealicoltura, aspetti di fondamentale importanza per modelli insediativi orientati verso scelte prevalentemente agricole. Le ricerche eseguite sul terreno non hanno consentito di individuare tracce relative ad areali insediativi anche se non si esclude, proprio per la concentrazione degli ipogei nell'area circostante il centro urbano, l'ipotesi che sorgessero proprio nell'area ove si è sviluppato l'abitato moderno.
Numerosi nei secoli sono stati i ritrovamenti di età romana, bizantina e medievale. 
Nel medioevo appartenne al Giudicato di Torres e fece parte della curatoria di Coros. Il paese allora sorgeva in una località non lontana da quella attuale, verso la chiesa di Santa Vittoria.
Alla caduta del giudicato (1259) passò sotto il dominio dei Malaspina e in seguito degli aragonesi e divenne un feudo.
Il villaggio resistette alle carestie, guerre e pestilenze del XIV-XV secolo, ma fu decimato dalla peste del 1528. Fu ripopolato da alcune decine di famiglie di Ossi, per accordo fra il barone di Usini e quello di Ossi tra il 1599 e il 1600. Nel periodo dello spopolamento gestione e officiatura delle chiese di Tissi passarono al clero di Ossi (che aveva ottenuto giurisdizione anche su altre chiese della zona sino a poco prima afferenti a centri abitati), giacché le sue chiese non risultano mai, nelle fonti, in stato di abbandono.
Dopo la ricostruzione (che seguì un modello diverso da quello medievale con strade diritte e ampie allineate idealmente alla nuova parrocchiale di Sant'Anastasia), il paese venne incorporato nella contea di San Giorgio, feudo dei Manca di Sassari, ai quali fu riscattato nel 1839 con l'abolizione del sistema feudale, per cui divenne un comune amministrato da un sindaco e da un consiglio comunale.

### Simboli
Lo stemma e il gonfalone del comune di Tissi sono stati concessi con decreto del presidente della Repubblica del 23 giugno 1989. Lo stemma si blasona:
Il gonfalone è un drappo partito di azzurro e di rosso.

## Monumenti e luoghi d'interesse

### Architetture religiose
- chiesa di Santa Vittoria
- chiesa di Santa Anastasia
- oratorio di Santa Croce

### Siti archeologici
Nel suo territorio sono presenti alcuni siti archeologici quali: 
- La Domus de janas Sas Puntas
- Il nuraghe del Monte Sant'Andria.
- Il nuraghe Tresnuraghes, del tipo "a tholos complesso".

## Società

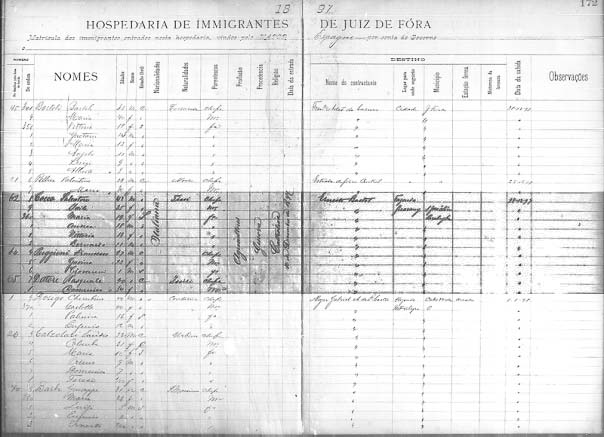
Libro dell'albero degli imigranti, Minas Gerais, Brasile - Famiglie di Tissi

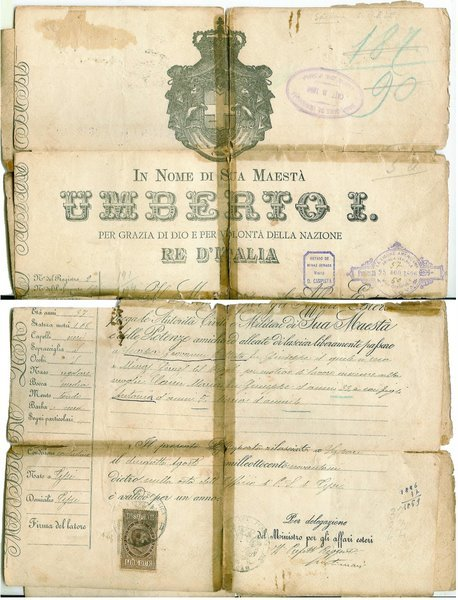
Passaporto di una famiglia tissese partita per il Brasile nel 1896

### Evoluzione demografica
Abitanti censiti

#### Emigrazione
(Un anonimo risponde ad un ministro italiano, sec. XIX)
Molte famiglie tissesi hanno parenti emigrati , fra la fine dell'Ottocento e i primi decenni del Novecento, principalmente verso l'Argentina e per gli Stati Uniti; tuttavia molti hanno fatto ritorno non avendo ottenuto le soddisfazioni economiche che si aspettavano.

### Lingue e dialetti
La variante del sardo parlata a Tissi è quella logudorese settentrionale.

## Cultura

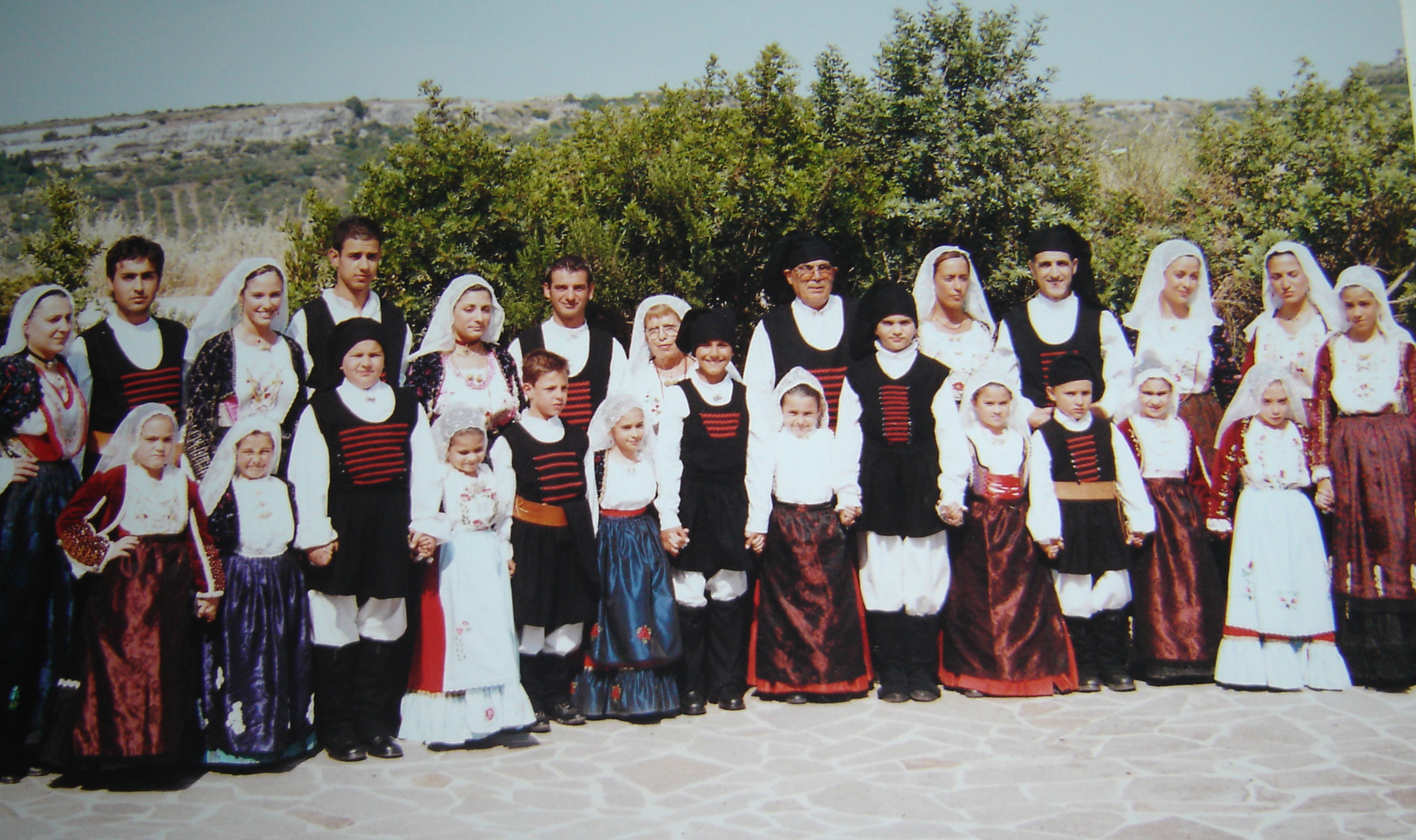
Il locale gruppo folk di San Luigi

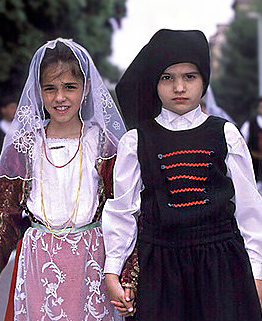
Costume di Tissi

### Cinema
Nel 1954 Tissi ospitò le riprese del film Proibito di Mario Monicelli, tratto dal romanzo La madre di Grazia Deledda.

## Economia
Il territorio è caratterizzato da una intensa attività agricola.
Molto rinomati sono i suoi vini che vantano eccellenti caratteristiche. Nel paese conserva la memoria per la produzione del vino rosso da pasto dalle forti uve cagnulari.
Gli olivi, di conformazione a cespuglio, producono la materia prima per un olio dal sapore mediterraneo. Le caratteristiche foglie sempreverdi già a maggio accolgono i piccoli fiori bianchi uniti a grappolo. Poi, a maturazione piena, si otterrà olio di colore giallo oro, con basso livello di acidità, che tende ad aumentare in caso di maturazione protratta.
Negli ultimi tempi soprattutto le nuove generazioni mostrano di gradire le attività lavorative del terziario.

## Amministrazione
| Periodo        | Periodo        | Primo cittadino        | Partito                             | Carica  | Note   |
| -------------- | -------------- | ---------------------- | ----------------------------------- | ------- | ------ |
| 12 giugno 1994 | 24 maggio 1998 | Mario Pasquale Pulina  | "Eterogenea"                        | Sindaco | [ 5 ]  |
| 24 maggio 1998 | 26 maggio 2002 | Salvatore Masia        | lista civica                        | Sindaco | [ 6 ]  |
| 26 maggio 2002 | 27 maggio 2007 | Peppino Masia          | lista civica                        | Sindaco | [ 7 ]  |
| 27 maggio 2007 | 10 giugno 2012 | Maria Lucia Cocco      | lista civica                        | Sindaco | [ 8 ]  |
| 10 giugno 2012 | 11 giugno 2017 | Mauro Scarpa           | lista civica "Tottumpare Pro Tissi" | Sindaco | [ 9 ]  |
| 11 giugno 2017 | 13 giugno 2022 | Giovanni Maria Budroni | lista civica "Tissi Cambia"         | Sindaco | [ 10 ] |
| 13 giugno 2022 | -              | Giovanni Maria Budroni | lista civica "Noi per Tissi"        | Sindaco | [ 11 ] |

## Sport

### Calcio

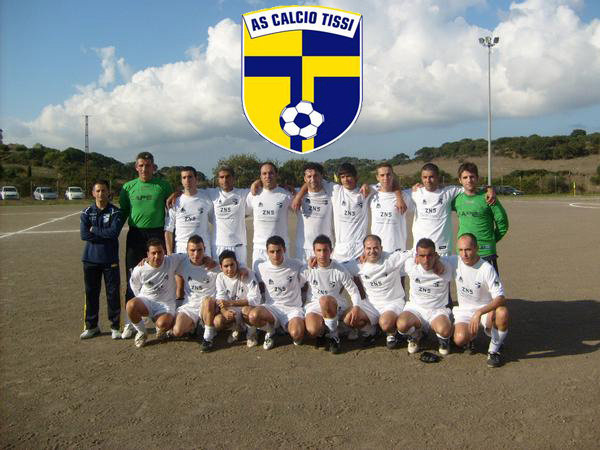
Una formazione del Tissi

La squadra di calcio della città è l'A.S.D. Tissi Calcio che milita nel girone E sardo di 1ª Categoria. I colori sociali sono il giallo ed il blu.

## Galleria d'immagini

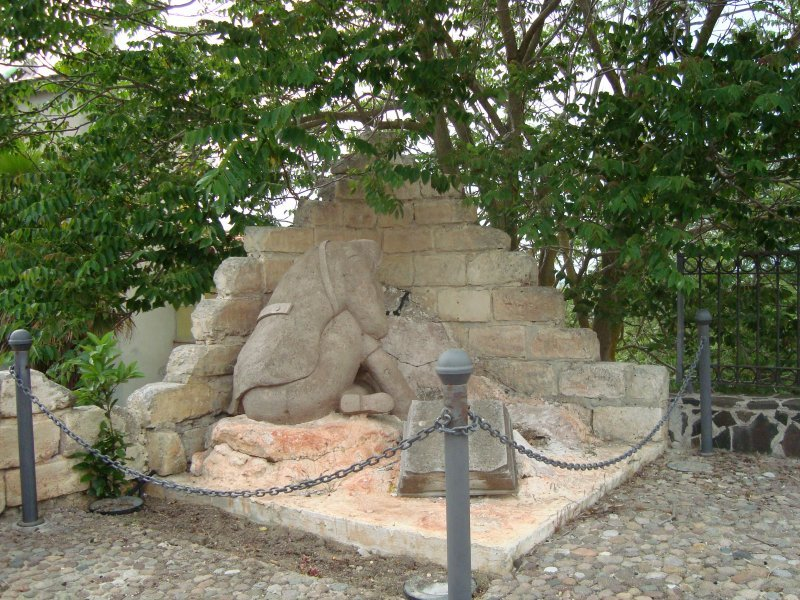
Monumento ai Caduti - 2ª guerra
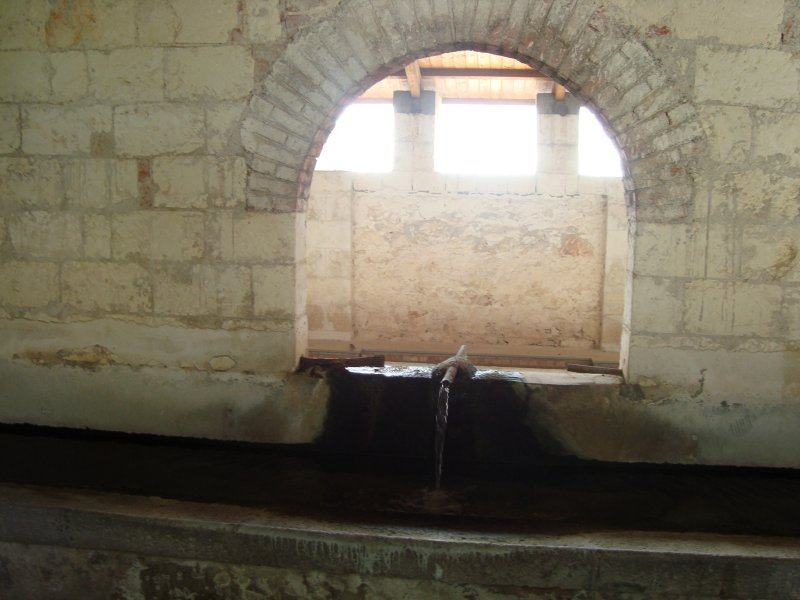
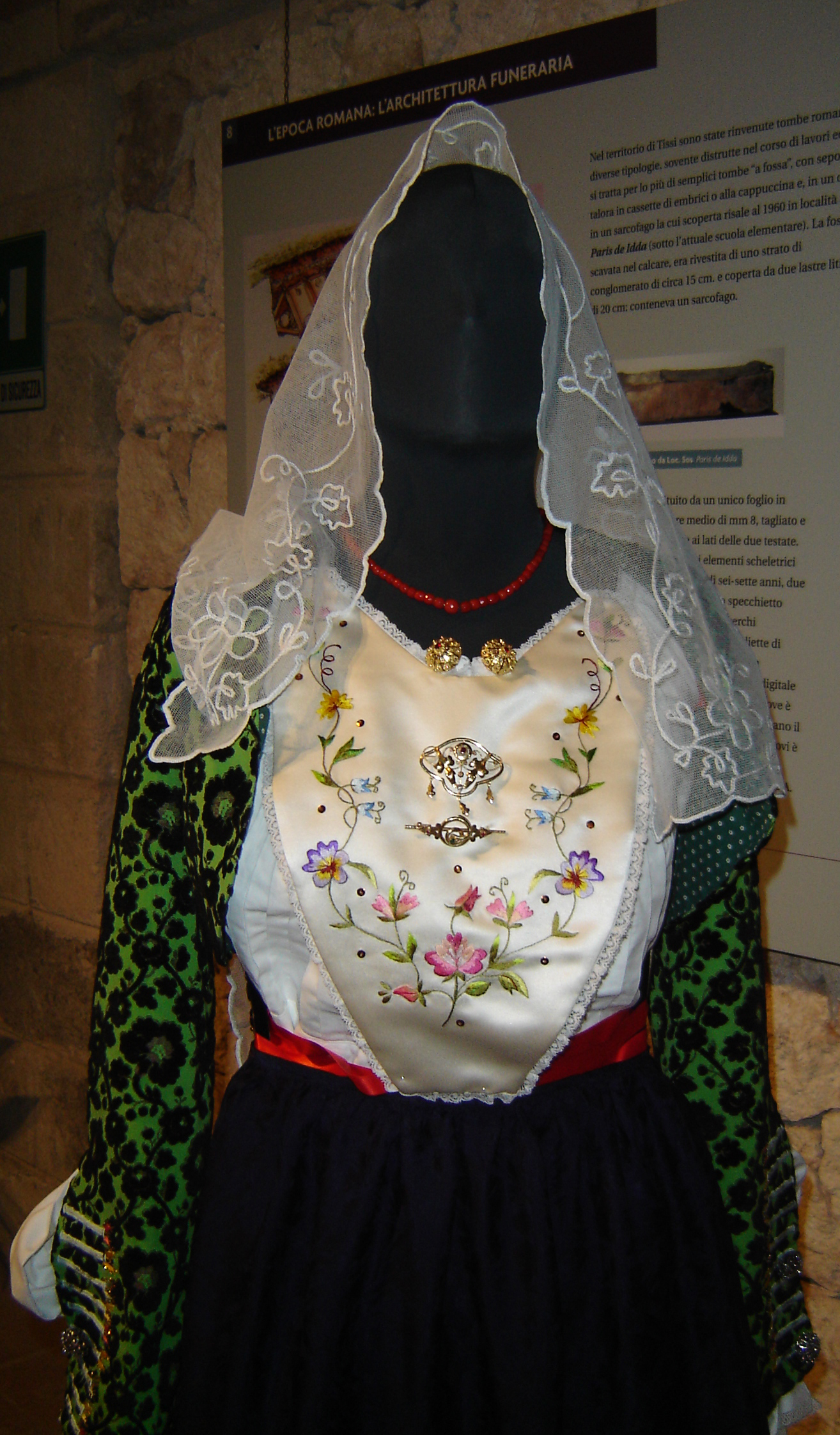
Costume femminile di Tissi
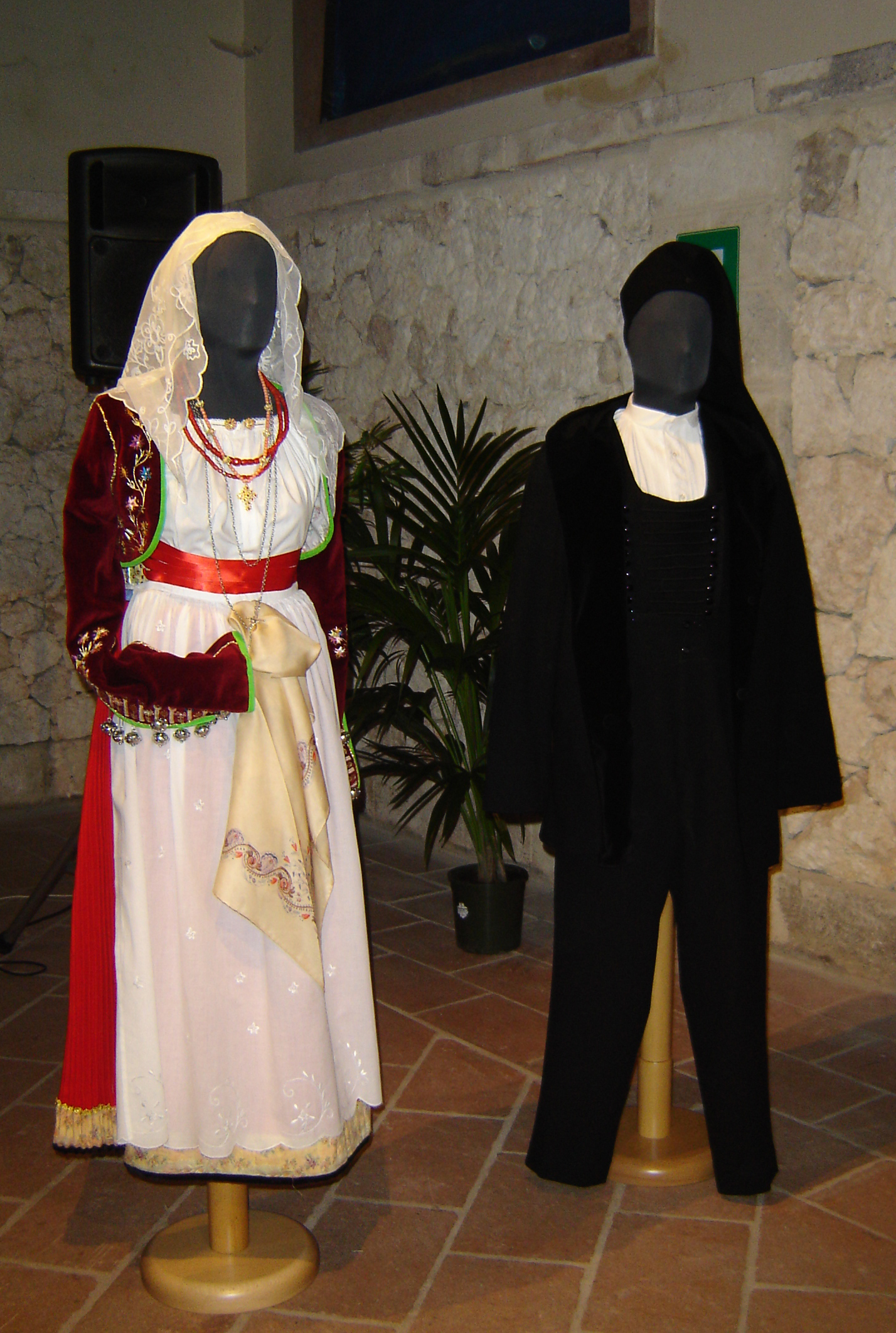
Costume di Tissi